# 不飽和脂肪酸
不飽和脂肪酸（ふほうわしぼうさん、英語: unsaturated fatty acid）とは、1つ以上の不飽和の炭素結合をもつ脂肪酸である。不飽和炭素結合とは炭素分子鎖における炭素同士の不飽和結合、すなわち炭素二重結合または三重結合のことである。天然に見られる不飽和脂肪酸は1つ以上の二重結合を有しており、脂肪中の飽和脂肪酸と置き換わることで、融点や流動性など脂肪の特性に変化を与えている。また、いくつかの不飽和脂肪酸はプロスタグランジン類に代表されるオータコイドの生体内原料として特に重要である。
栄養素としては飽和脂肪酸と異なり、不飽和脂肪酸のグループには人体に必要な必須脂肪酸が含まれる。不飽和脂肪酸は大きく一価不飽和脂肪酸と多価不飽和脂肪酸に分かれる。このうち後者が必須脂肪酸となり、さらにω-6脂肪酸、ω-3脂肪酸に分かれる。

## 性質
不飽和脂肪酸は同じ炭素数の飽和脂肪酸に比べて、低い融点を示し不飽和結合の数が多いほど顕著である。とくに魚類など寒冷地に生息する変温動物にとって、不飽和脂肪酸の低い融点は生体構成脂質として有用と考えられる。さらに、魚類は多種多様な不飽和脂肪酸を利用している。
また、不飽和脂肪酸に二重結合が複数あるとき自動酸化されやすく油脂の酸敗や自然発火などの原因となっている。リノール酸で言えば11番の炭素原子は2つの二重結合に挟まれていて活性を持つ。さらに、リノレン酸は11番のみならず14番も同様に活性を持つ。逆にオレイン酸は二重結合が1つなので酸化されにくい。酸化によって脂肪酸分子の重合が進むと、高分子化して固化するが、オリーブ油は70 - 80%がオレイン酸であるため、他の植物油に比べると固化しにくい。

そして、不飽和脂肪酸が活性酸素と反応して生じる脂肪酸酸化物ラジカルは生体内で比較的長寿命であることから、DNAが活性酸素で切断される発癌機構に対しての寄与も示唆されている。

脂質過酸化反応のメカニズム

脂質過酸化反応とは、脂質の酸化的分解反応のことを言う。フリーラジカルが細胞膜中の脂質から電子を奪い、結果として細胞に損傷を与える過程のことを言う。この過程は、フリーラジカルの連鎖反応のメカニズムによって進行する。生体機構は、フリーラジカルを捕獲することによって速やかにラジカル反応を停止させ、それゆえ脂質である細胞膜を保護し得る様々な抗酸化物質を生み出してきている。スーパーオキシドディスムターゼ（SOD)、カタラーゼ、ペルオキシダーゼを含んだその他の抗酸化物質が生体内で作られている。
ビタミンEは、脂質過酸化反応によって生じたフリーラジカルを消失させることにより自らがビタミンEラジカルとなり、フリーラジカルによる脂質の連鎖的酸化を阻止する。発生したビタミンEラジカルは、ビタミンCなどの抗酸化物質によりビタミンEに再生される。
油脂に含まれる不飽和結合の割合はヨウ素価によって求めることができ、値によって乾性油・半乾性油・不乾性油に大別される。

### エライジン化
オレイン酸などcis型不飽和脂肪酸を亜硝酸、セレン、亜硫酸などを作用させて（付加と引き続く脱離反応で）融点の高いトランス体へと変換することをエライジン化 (Elaidinization) と呼ぶ。トランス体へと変換された脂肪酸をトランス脂肪酸と呼ぶ。特にオレイン酸は広く一般の油脂の成分として見出され、油脂をエライジン化すると融点が上昇して固化するが、リノール酸・リノレン酸あるいは高度不飽和脂肪酸グリセリドの場合は固化しないので、オレイン酸の存在の指標とされることがある。

## 生化学
植物、微生物、ヒトを含めた動物の体内では、脂肪酸シンターゼによってアセチルCoAとマロニルCoAから直鎖の飽和脂肪酸が作られる。順次アセチルCoAが追加合成されるので原則脂肪酸は偶数の炭素数となる。体内で余剰の糖質、タンパク質等が存在するとアセチルCoAを経て、飽和脂肪酸の合成が進む。脂肪酸合成が炭素数18（ステアリン酸）に達すると、体内でステアロイルCoA 9-デサチュラーゼ（Δ9-脂肪酸デサチュラーゼ）によりステアリン酸のw9位に二重結合が生成されてω-9脂肪酸の一価不飽和脂肪酸であるオレイン酸が生成される。例えば豚の体脂肪であるラードや牛の体脂肪であるヘットにはオレイン酸が全脂肪中50%近く含まれている。母乳の全脂肪中の1/3がオレイン酸で占められている。
このオレイン酸から、植物や微生物中で、ω6位に二重結合を作るΔ12-脂肪酸デサチュラーゼ によりオレイン酸の二重結合が一個増えてω-6脂肪酸であるリノール酸が生成され、ついでω3位に二重結合を作るΔ15-脂肪酸デサチュラーゼ によりリノール酸の二重結合が更に一個増えてω-3脂肪酸であるα-リノレン酸が生成される。ヒトを含めた動物の体内にはリノール酸もα-リノレン酸も作る酵素が存在しないので、これらの不飽和脂肪酸を必須脂肪酸として摂取しなければならない。
植物ないし菌類が不飽和脂肪酸を生合成する経路は大きく分けて、好気的経路 (aerobic route) と嫌気的経路 (anaerobic route) が知られている。好気的経路は植物などでよく見られる生合成経路であり、相当する炭素数の飽和脂肪酸から酵素的に不飽和脂肪酸が導かれる。この際、酵素は酸素の存在を必要とする。もう一つの嫌気的経路は嫌気性細菌などに見られる生合成経路で研究はあまり進んでいない。脂肪酸を生合成する過程で生成した二重結合が転位を受けて残存する経路が知られている（18:1 trans -11のバクセン酸）。
植物ないし菌類においてこのような生合成過程を受けるために、（特に好気的経路で生成した二重結合は）脂肪酸末端から同じ位置に二重結合を持つ脂肪酸（ω-3脂肪酸、ω-6脂肪酸、ω-9脂肪酸）が大半である。動物の体内では不飽和脂肪酸の更なる不飽和化を受けても二重結合から見てカルボン酸側に二重結合が順次生成されるので脂肪酸末端からの二重結合の位置に変化は生じない。

### 高度不飽和脂肪酸の生理活性

必須脂肪酸の代謝経路とエイコサノイドの形成

高度不飽和脂肪酸 (多価不飽和脂肪酸、PolyUnsaturated Fatty Acid, PUFA) には主に2系統存在し、ω3（ω-3脂肪酸）（n-3ともよぶ）系統とω6（ω-6脂肪酸）（n-6ともよぶ）系統に大別される。ωは古い表示で、最近はnと示すのが通常になっている。これらの分類は、炭素間二重結合の位置によるものであり、ω3は脂肪酸のメチル末端（カルボン酸と逆）から数えて最初の二重結合炭素が3つ目のもの、ω6は脂肪酸のメチル末端から数えて最初の二重結合炭素が6つ目のもののことを言う。
これらは動物では体内で生合成することができない（動物はω9系統のみ可）（ω-9脂肪酸）。より正確に記述するなら、ω9系統からω6系統、ω3系統を合成したり、ω6系統からω3系統を合成する、系統間の変換は不可能である。これは、ω6位に二重結合を作るΔ12-デサチュラーゼ (desaturase, des) やω3位に二重結合を作るΔ15-デサチュラーゼといった酵素が動物には存在せず、ω6位、ω3位に2重結合を作れないためである。しかし、例えばω6系統であるリノール酸 (18:2) から同じω6系統であるアラキドン酸 (20:4) を合成する系統内の変換は可能である。これは非常に重要なことで、ω6系統、ω3系統はそれぞれ別の必須栄養素であることを示している。このため、体内で合成したり変換して得ることのできない動物は、外部から摂取して得るしかない。よく構造の類似した脂肪酸ではあるが、ω6系統、ω3系統は動物にとって似て非なるものなのである。
植物においてはω系統間の変換が可能であり、植物の産生するω3、ω6系統の脂肪酸が動物のω3系統やω6系統のソースとなっている。
ω6系統であるアラキドン酸は体内の生理活性物質であるロイコトリエン、プロスタグランジン、トロンボキサンの材料である。これらの欠乏が持続するとやがては死亡する。このため、アラキドン酸やその合成原料となるリノール酸は必須脂肪酸と呼ばれ、1エネルギー%の摂取が必要とされる（しかし、現在の日本で欠乏はほぼ起こらないと考えられる。懸念すべきは過剰摂取である）。代表的なものにリノール酸やアラキドン酸、γ-リノレン酸 (18:3) がある。必須栄養素ではあるが、過剰な摂取により炎症などの反応が亢進すると考えられている。日本の食生活ではω6系統の脂肪酸摂取量は増えつつあるとされる。このことと近年のアレルギー患者や炎症性疾患の大腸癌患者の増加との関連が指摘されている。
またω3系統も同様にロイコトリエンなどに変換される。しかしながら、ω6系統を材料にしたものに比較して生理活性が低い、あるいはないという特徴がある。生理活性が低いということで、過去、食用油脂から不要として除去されたこともある。しかし、生理活性の強いω6系統と競合することで、免疫や凝血反応、炎症などにおいて過剰な反応を抑えるということが明らかになった。いわばω6系統のブレーキ役であるといえる。実際にω3系統の脂肪酸の1つであるEPA (eicosapentaenoic acid, 20:5) で血小板凝集抑制作用があることが知られている。その裏返しとして、EPAの過剰な摂取により出血傾向が現れることが指摘されている。ω3系統もω6系統に遅れて必須栄養素となった。代表的なものにα-リノレン酸 (18:3)、EPA、「頭が良くなる」ともてはやされた DHA (docosahexaenoic acid, 22:6) がある。日本の食生活ではω3系統の脂肪酸摂取量は減りつつあり不足していると懸念される。

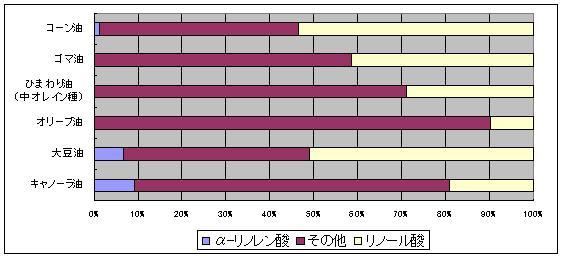
食用油の必須脂肪酸

ω3系統とω6系統は前述の生理活性物質に変換される際、全く同一の酵素の作用により変換されていく。これら2系統の脂肪酸の競合は合成の段階から行われている。しかし、変換酵素の親和性は ω3 < ω6 であるとされ、適切な脂肪酸バランス（ω6系統由来の適切な生理活性と、ω3系統のブレーキ的役割）のためには、ω3系統をω6系統より多く摂取する必要があるとされる。また、脂質の過剰摂取によるカロリー過多などの弊害はω系統に関わらず発生するため、全体の脂質摂取量を減らしながら、ω6系統の摂取を減らし、ω3系統の割合を増やすのが良いとされる。ω6系統は、高リノール紅花油、高リノールひまわり油、大豆油、菜種油、月見草油などに高い割合で、ω3系統は紫蘇油、亜麻仁油、魚油などに高い割合で含まれる（注意すべきなのはω3系統とω6系統の含まれる比である。例えばある油1キログラムにω3系統が300グラム入っていたとしても、ω6系統が500グラム入っていたならそれはω6系統の豊富な油となる）。
摂取において注意する点として、2重結合が多ければ多いほど酸化に弱いことが挙げられる（二重結合は、炭素数が同じならば ω9系統 < ω6系統 < ω3系統 の順に多くなっている）。すなわち、揚げ物や炒め物など加熱調理すると、大気中の酸素と反応が促進され、酸敗した油となる。酸敗してできた揮発性物質は、眼粘膜への刺激を起こしたり、アレルギーの原因となる可能性があるため、摂取を避ける方が好ましい。また、異臭を起こすなど風味を損なうなどして、ω3系統を使用した料理を忌避するようになり、摂取量が低下してもよくない。このため、ω3系統の油での激しい加熱調理は避け、マヨネーズやドレッシングとして摂取するのがよいだろう。加熱をしたとしても煮るなどの緩徐な加熱に留めるべきである。揚げ物や炒め物などの加熱調理は二重結合の少ないω9系統やω9系統+ω6系統の混合油に頼るべきである。ω9系統が多い油脂は動物性脂肪、高オレイン紅花油、高オレインひまわり油、菜種油、オリーブ油である（市販のサラダ油は菜種油、大豆油、菜種+大豆油のいずれかであることが多い。また、エコナは菜種を原料とするためω9系統が多いと言える）。
植物油の脂肪酸組成は植物油の一覧#植物油の脂肪酸組成を参照。

## 脂肪酸分子種

### モノ不飽和脂肪酸
単価不飽和脂肪酸（Monounsaturated fatty acid）。不飽和結合を1つ持つ脂肪酸を次に示す。

#### クロトン酸
クロトン酸（クロトンさん、crotonic acid）は、ハズ油に含まれる炭素数4のtrans-2-モノ不飽和脂肪酸である。C3H5CO2H、IUPAC組織名 (E)-but-2-enoic acid、trans-but-2-enoic acid、数値表現 4:1, n-1、分子量86.09、融点72-74℃、沸点180-181℃、比重1.027。CAS登録番号 107-93-7。

#### ミリストレイン酸
ミリストレイン酸（ミリストレインさん、myristoleic acid）は、バター、鯨油に含まれる炭素数14のcis-9-モノ不飽和脂肪酸である。C13H25CO2H、IUPAC組織名 (Z)-tetradec-9-enoic acid、数値表現 14:1, n-5、分子量226.36、融点-4.5から-4℃。CAS登録番号 544-64-9。

#### パルミトレイン酸
パルミトレイン酸（パルミトレインさん、palmitoleic acid）は、タラ肝油、イワシ油、ニシン油に含まれる炭素数16のcis-9-モノ不飽和脂肪酸である。C15H29CO2H、IUPAC組織名 (Z)-hexadec-9-enoic acid, n-7、数値表現 16:1、分子量254.41、融点5℃、比重0.894。CAS登録番号 373-49-9。

#### サピエン酸
サピエン酸（サピエンさん、sapienic acid）は、人の皮膚に含まれる炭素数16のcis-6-モノ不飽和脂肪酸である。C15H29CO2H、IUPAC組織名 (Z)-6-Hexadecenoic acid, n-10、数値表現 16:1、分子量254.41。CAS登録番号 17004-51-2。

#### オレイン酸
オレイン酸（オレインさん、oleic acid）は、ほとんどの動物性油脂に含まれオリーブ油の主成分でもある炭素数18のcis-9-モノ不飽和脂肪酸である。C17H33CO2H、IUPAC組織名 (Z)-octadec-9-enoic acid、数値表現 18:1 (9), n-9、分子量282.46、融点13.4℃、比重0.891。CAS登録番号 112-80-1。

#### エライジン酸
エライジン酸（エライジンさん、elaidic acid）は、炭素数18のtrans-9-モノ不飽和脂肪酸である。オレイン酸のtrans異性体でもある。C17H33CO2H、IUPAC組織名 (E)-octadec-9-enoic acid、数値表現 18:1 (9), n-9、分子量282.46、融点43-45℃。CAS登録番号 112-79-8。

#### バクセン酸
バクセン酸（バクセンさん、vaccenic acid）は、牛脂、羊脂、バターに含まれる炭素数18のtrans-11-モノ不飽和脂肪酸である。反芻動物の胃の内部で微生物による酵素反応(シストランスイソメラーゼ)を受けて生成する。C17H33CO2H、IUPAC組織名 (E)-octadec-11-enoic acid、数値表現 18:1 (11). n-7、分子量282.46。CAS登録番号 506-17-2。

#### ガドレイン酸
ガドレイン酸（ガドレインさん、gadoleic acid）は、タラ肝油、海産動物油に含まれる炭素数20のcis-9-モノ不飽和脂肪酸である。C19H37CO2H、IUPAC組織名 (Z)-icos-9-enoic acid、数値表現 20:1 (9), n-11、分子量310.51。CAS登録番号 29204-02-2。

#### エイコセン酸
エイコセン酸（エイコセンさん、eicosenoic acid）は、多種の植物中に含まれる炭素数20のcis-11-モノ不飽和脂肪酸である。C19H37CO2H、IUPAC組織名 (Z)-icos-11-enoic acid、数値表現 20:1 (11), n-9、分子量310.51。CAS登録番号 5561-99-9。

#### エルカ酸
エルカ酸（エルカさん、erucic acid）は、ナタネ油、カラシ油に含まれる炭素数22のcis-13-モノ不飽和脂肪酸である。C21H41CO2H、IUPAC組織名 (Z)-docos-13-enoic acid、数値表現 22:1 (13), n-9、分子量338.57、融点33-35℃。CAS登録番号 112-86-7。

#### ネルボン酸
ネルボン酸（ネルボンさん、nervonic acid）は、脳糖脂質 (Nervon)、スフィンゴミエリン、血球糖脂質に含まれる炭素数24のcis-15-モノ不飽和脂肪酸である。C23H45CO2H、IUPAC組織名 (Z)-tetracos-15-enoic acid、数値表現 24:1 (15),  n-9、分子量366.62、融点42-43℃。CAS登録番号 506-37-6。

### ジ不飽和脂肪酸
不飽和結合を2つ持つ脂肪酸を次に示す。

#### リノール酸
リノール酸（リノールさん、linoleic acid）は、多くの植物油に含まれ、特に半乾性油に含まれる炭素数18のcis-9-cis-12-ジ不飽和脂肪酸である。C17H31CO2H、IUPAC組織名 (9Z,12Z)-octadeca-9,12-dienoic acid、数値表現 18:2 (9,12), n-6、分子量280.45、融点-5℃、比重0.902。CAS登録番号 60-33-3。異性体として二重結合が共役した共役リノール酸がある。

#### エイコサジエン酸
エイコサジエン酸（エイコサジエンさん、eicosadienoic acid）は、炭素数20のcis-11-cis-14-ジ不飽和脂肪酸である。C19H35CO2H、IUPAC組織名 (11Z,14Z)-icosa-11,14-dienoic acid、数値表現 20:2 (11,14), n-6、分子量308.50。

#### ドコサジエン酸
ドコサジエン酸（ドコサジエンさん、docosadienoic acid）は、炭素数22のcis-13-cis-16-ジ不飽和脂肪酸である。C21H39CO2H、IUPAC組織名 (13Z,16Z)-docosa-13,16-dienoic acid、数値表現 22:2 (13,16), n-6、分子量336.55。

### トリ不飽和脂肪酸
不飽和結合を3つ持つ脂肪酸を次に示す。

#### リノレン酸
α-リノレン酸（アルファ-リノレンさん、alpha-linolenic acid）は、アマニ油など乾性油に含まれる炭素数18の9,12,15-トリ不飽和脂肪酸である。C17H29CO2H、IUPAC組織名 (9Z,12Z,15Z)-octadeca-9,12,15-trienoic acid、数値表現 18:3 (9,12,15), n-3、分子量278.43、融点-11℃、比重0.914。CAS登録番号 463-40-1。
γ-リノレン酸（ガンマ-リノレンさん、gamma-linolenic acid）は、α-リノレン酸の構造異性体。IUPAC組織名 (6Z,9Z,12Z)-octadeca-6,9,12-trienoic acid、数値表現 18:3 (6,9,12), n-6。CAS登録番号 506-26-3。

#### ピノレン酸
ピノレン酸（ピノレンさん、pinolenic acid）は、松の実などに含まれる炭素数18の5,9,12-トリ不飽和脂肪酸である。C17H29CO2H、IUPAC組織名 (5Z,9Z,12Z)-octadeca-5,9,12-trienoic acid、数値表現 18:3 (5,9,12), n-6、分子量278.43。CAS登録番号 16833-54-8。

#### エレオステアリン酸
α-エレオステアリン酸（アルファ-エレオステアリンさん、alpha-eleostearic acid）は、桐油など乾性油に含まれる炭素数18の9,11,13-トリ不飽和脂肪酸である。C17H29CO2H、IUPAC組織名 (9E,11E,13Z)-octadeca-9,11,13-trienoic acid、数値表現 18:3 (9,11,13), n-5、分子量278.43。
β-エレオステアリン酸（ベータ-エレオステアリンさん、beta-eleostearic acid）はα-エレオステアリン酸の幾何異性体である。IUPAC組織名 (9E,11E,13E)-octadeca-9,11,13-trienoic acid、数値表現 18:3 (9,11,13), n-5。

#### ミード酸
ミード酸（ミードさん、Mead acid）は、炭素数20の5,8,11-トリ不飽和脂肪酸である。C19H33CO2H、IUPAC組織名 (5Z,8Z,11Z)-icosa-5,8,11-trienoic acid、数値表現 20:3 (5,8,11), n-9、分子量306.48。CAS登録番号 20590-32-3。

#### ジホモ-γ-リノレン酸
ジホモ-γ-リノレン酸（ジホモ-ガンマ-リノレンさん、dihomo-gamma-linolenic acid, DGLA）は、炭素数20の8,11,14-トリ不飽和脂肪酸である。C19H33CO2H、IUPAC組織名 (8Z,11Z,14Z)-icosa-8,11,14-trienoic acid、数値表現 20:3 (8,11,14), n-6、分子量306.48。CAS登録番号 1783-84-2。

#### エイコサトリエン酸
エイコサトリエン酸（エイコサトリエンさん、eicosatrienoic acid）は、炭素数20の11,14,17-トリ不飽和脂肪酸である。C19H33CO2H、IUPAC組織名 (11Z,14Z,17Z)-icosa-11,14,17-trienoic acid、数値表現 20:3 (11,14,17), n-3、分子量306.48。

### テトラ不飽和脂肪酸
不飽和結合を4つ持つ脂肪酸を次に示す。

#### ステアリドン酸
ステアリドン酸（ステアリドンさん、stearidonic acid）は、イワシ油、ニシン油などに含まれる、炭素数18の6,9,12,15-テトラ不飽和脂肪酸である。C17H27CO2H、IUPAC組織名 (6Z,9Z,12Z,15Z)-octadeca-6,9,12,15-tetraenoic acid、数値表現 18:4 (6,9,12,15), n-3、分子量276.41。CAS登録番号 20290-75-9。

#### アラキドン酸
アラキドン酸（アラキドンさん、arachidonic acid）は、動物内臓脂肪（脳、肝、腎、肺、脾）に存在する、炭素数20の5,8,11,14-テトラ不飽和脂肪酸である。細胞膜にあるリン脂質の分解により生じる。プロスタグランジン、トロンボキサン、ロイコトリエンなどのエイコサノイドを与える一連の代謝経路として知られる、アラキドン酸カスケードの出発物質として重要な化合物である。
C19H31CO2H、IUPAC組織名 (5Z,8Z,11Z,14Z)-icosa-5,8,11,14-tetraenoic acid、数値表現 20:4 (5,8,11,14), n-6、分子量304.47、沸点169-171℃。CAS登録番号 506-32-1。

#### エイコサテトラエン酸
エイコサテトラエン酸（エイコサテトラエンさん、eicosatetraenoic acid）は、炭素数20の8,11,14,17-テトラ不飽和脂肪酸である。C19H31CO2H、IUPAC組織名 (8Z,11Z,14Z,17Z)-icosa-8,11,14,17-tetraenoic acid、数値表現 20:4 (8,11,14,17), n-3、分子量304.47。

#### アドレン酸
アドレン酸（アドレンさん、adrenic acid）は、炭素数22の7,10,13,16-テトラ不飽和脂肪酸である。C21H35CO2H、IUPAC組織名 (7Z,10Z,13Z,16Z)-docosa-7,10,13,16-tetraenoic acid、数値表現 22:4 (7,10,13,16), n-6、分子量332.52。

### ペンタ不飽和脂肪酸
不飽和結合を5つ持つ脂肪酸を次に示す。

#### ボセオペンタエン酸
ボセオペンタエン酸（ボセオペンタエンさん、bosseopentaenoic acid）は炭素数18の5,8,10,12,14-ペンタ不飽和脂肪酸である。C17H25CO2H、IUPAC組織名 (5Z,8Z,10E,12E,14Z)-octadeca-5,8,10,12,14-pentaenoic acid、数値表現 18:5 (5,8,10,12,14), n-4、分子量274.40。

#### エイコサペンタエン酸
エイコサペンタエン酸（エイコサペンタエンさん、eicosapentaenoic acid、EPA）は、魚油に含まれる炭素数20のペンタ不飽和脂肪酸。必須脂肪酸の一つである。妊娠中の魚摂取で6ヶ月時の認知能力が増すので、頭のよくなるサプリメントともいわれているが、水産製品中の水銀濃度が作用を相殺する。中性脂肪低下作用と抗血小板作用があり、脂質降下薬や抗血小板剤として高脂血症と閉塞性動脈硬化症の保険適用を有しており、JELIS試験で虚血性心疾患の2次予防効果が確認された。
C19H29CO2H、IUPAC組織名 (5Z,8Z,11Z,14Z,17Z)-icosa-5,8,11,14,17-pentaenoic acid、数値表現 20:5 (5,8,11,14,17), n-3、分子量302.45、融点-54から-53℃、比重0.943。CAS登録番号10417-94-4。

#### オズボンド酸
オズボンド酸（オズボンドさん、Osbond acid）は炭素数22の4,7,10,13,16-ペンタ不飽和脂肪酸である。C21H33CO2H、IUPAC組織名 (4Z,7Z,10Z,13Z,16Z)-docosa-4,7,10,13,16-pentaenoic acid、数値表現 22:5 (4,7,10,13,16), n-6、分子量330.50。

#### イワシ酸
イワシ酸（イワシさん、clupanodonic acid）は、イワシ油、ニシン油などに含まれる炭素数22の7,10,13,16,19-ペンタ不飽和脂肪酸である。C21H33CO2H、IUPAC組織名 (7Z,10Z,13Z,16Z,19Z)-docosa-7,10,13,16,19-pentaenoic acid、数値表現 22:5 (7,10,13,16,19), n-3、分子量330.50。

#### テトラコサペンタエン酸
テトラコサペンタエン酸（テトラコサペンタエンさん、tetracosapentaenoic acid）は炭素数24の9,12,15,18,21-ペンタ不飽和脂肪酸である。C23H37CO2H、IUPAC組織名 (9Z,12Z,15Z,18Z,21Z)-tetracosa-9,12,15,18,21-pentaenoic acid、数値表現 24:5 (9,12,15,18,21), n-3、分子量358.56。

### ヘキサ不飽和脂肪酸
不飽和結合を6つ持つ脂肪酸を次に示す。

#### ドコサヘキサエン酸
ドコサヘキサエン酸（ドコサヘキサエンさん、docosahexaenoic acid, DHA）は、魚油に含まれる炭素数22の4,7,10,13,16,19-ヘキサ不飽和脂肪酸である。人体内ではα-リノレン酸から生成される。C21H31CO2H、IUPAC組織名 (4Z,7Z,10Z,13Z,16Z,19Z)-docosa-4,7,10,13,16,19-hexaenoic acid、数値表現 22:6 (4,7,10,13,16,19), n-3、分子量328.49、融点-44℃、比重0.950。CAS登録番号 6217-64-5。

#### ニシン酸
ニシン酸（ニシンさん、Nisinic acid）は炭素数24の6,9,12,15,18,21-ヘキサ不飽和脂肪酸である。C23H35CO2H、IUPAC組織名 (6Z,9Z,12Z,15Z,18Z,21Z)-tetracosa-6,9,12,15,18,21-hexaenoic acid、数値表現 24:5 (6,9,12,15,18,21), n-3、分子量356.54。